# Lijst van gemeentelijke monumenten in Lunteren
De plaats Lunteren in de gemeente Ede, kent 38 gemeentelijke monumenten, hieronder een overzicht.
| Object                                                        | Bouwjaar               | Architect       | Locatie                              | Coördinaten                  | Nr.        | Afbeelding                                                    |
| ------------------------------------------------------------- | ---------------------- | --------------- | ------------------------------------ | ---------------------------- | ---------- | ------------------------------------------------------------- |
| Herinneringsbank Notaris Dinger                               | 1935                   |                 | Lindeboomsberg                       | 52° 6' 5" NB, 5° 38' 44" OL  | 0228/GM155 | Herinneringsbank Notaris Dinger                               |
| Daggelderswoning met erf                                      | 1850                   |                 | Achterstraat 17                      | 52° 4' 50" NB, 5° 37' 17" OL | 0228/GM134 | Daggelderswoning met erf                                      |
| Herinneringsbank Tine Marcus                                  | jaren 50               |                 | Barneveldseweg 11                    | 52° 5' 45" NB, 5° 36' 44" OL | 0228/GM135 | Meer afbeeldingen                                             |
| Boerderijcomplex Groot Blankespoor                            | 19e eeuw               |                 | Blankespoorsedijk 29                 | 52° 6' 3" NB, 5° 37' 17" OL  | 0228/GM136 | Boerderijcomplex Groot Blankespoor                            |
| Houten landhuis                                               | 1905-1910              |                 | Boslaan 24                           | 52° 5' 3" NB, 5° 37' 31" OL  | 0228/GM137 | Houten landhuis                                               |
| Villa "Dannenborgh", villa met tuin en hekwerk                | ca 1900                |                 | Dorpsstraat 8                        | 52° 4' 49" NB, 5° 37' 34" OL | 0228/GM138 | Meer afbeeldingen                                             |
| Villa "Rosmersholm", villa met tuin                           | 1905                   |                 | Dorpsstraat 14                       | 52° 4' 53" NB, 5° 37' 30" OL | 0228/GM139 | Villa "Rosmersholm", villa met tuin                           |
| Villa "De Eerdbeek", villa met tuin en hek                    | 1911                   | J.G. Eijlander  | Dorpsstraat 22                       | 52° 4' 57" NB, 5° 37' 26" OL | 0228/GM140 | Villa "De Eerdbeek", villa met tuin en hek                    |
| Landhuis "De Lindenhoek", landhuis met tuin                   | 1935                   |                 | Dorpsstraat 26                       | 52° 4' 58" NB, 5° 37' 24" OL | 0228/GM141 | Landhuis "De Lindenhoek", landhuis met tuin                   |
| Woonhuis met tuin                                             | 1903                   | Joh. v.d. Kaa   | Dorpsstraat 29                       | 52° 4' 57" NB, 5° 37' 22" OL | 0228/GM142 | Woonhuis met tuin                                             |
| Villa "Euterpe"                                               | ca 1900                |                 | Dorpsstraat 35                       | 52° 4' 58" NB, 5° 37' 21" OL | 0228/GM143 | Villa "Euterpe"                                               |
| Hotel Floor                                                   | ca 1900                |                 | Dorpsstraat 36                       | 52° 5' 3" NB, 5° 37' 17" OL  | 0228/GM144 | Hotel Floor                                                   |
| Maalderijcomplex                                              | 1930                   |                 | Goorsteeg 19                         | 52° 4' 17" NB, 5° 37' 39" OL | 0228/GM145 | Maalderijcomplex                                              |
| De Lindeboom                                                  | 1898-1899              |                 | Hessenweg 122                        | 52° 6' 20" NB, 5° 38' 7" OL  | 0228/NM005 | De Lindeboom                                                  |
| Schaapskooi                                                   |                        |                 | Hessenweg 168                        | 52° 7' 27" NB, 5° 36' 37" OL | 0228/GM147 | Schaapskooi                                                   |
| De Scheleberg, vakantiehuiscomplex                            | 1935-36                | H. Klomp        | Immenweg 15                          | 52° 5' 17" NB, 5° 40' 9" OL  | 0228/GM148 | De Scheleberg, vakantiehuiscomplex                            |
| Boerderij met schuur, hek en linden                           | begin 20e eeuw         |                 | Julianastraat 38                     | 52° 5' 2" NB, 5° 37' 7" OL   | 0228/GM149 | Boerderij met schuur, hek en linden                           |
| Villa                                                         | 1909                   |                 | Kastanjelaan 2                       | 52° 4' 56" NB, 5° 37' 28" OL | 0228/GM150 | Villa                                                         |
| Villa "Hou je roer recht", villa met tuin                     | ca 1910                |                 | Kastanjelaan Oost 10                 | 52° 4' 60" NB, 5° 37' 35" OL | 0228/GM151 | Villa "Hou je roer recht", villa met tuin                     |
| Landhuis                                                      | 1930                   | J.W. Dinger     | Kastanjelaan Oost 14                 | 52° 5' 2" NB, 5° 37' 38" OL  | 0228/GM152 | Landhuis                                                      |
| Landhuis "Gingko"                                             | 1928                   | J.W. Dinger     | Kastanjelaan Oost 16                 | 52° 5' 2" NB, 5° 37' 41" OL  | 0228/GM153 | Landhuis "Gingko"                                             |
| Landhuis "Brocope"                                            | ca 1930                | ws. J.W. Dinger | Kastanjelaan Oost 21                 | 52° 5' 1" NB, 5° 37' 34" OL  | 0228/GM154 | Landhuis "Brocope"                                            |
| Boerderijcomplex                                              | ws. 18e eeuw           |                 | Loenhorsterweg 11                    | 52° 5' 42" NB, 5° 35' 18" OL | 0228/NM001 | Boerderijcomplex                                              |
| Schoolmeesterswoning                                          | 1883                   |                 | Meester Scheepstraplein 1            | 52° 5' 1" NB, 5° 37' 20" OL  | 0228/GM164 | Schoolmeesterswoning                                          |
| Boerderijcomplex Klein Blankespoor                            | 1898                   |                 | Meulunterseweg 13                    | 52° 6' 7" NB, 5° 37' 13" OL  | 0228/GM156 | Boerderijcomplex Klein Blankespoor                            |
| Boerderijcomplex De Ketel                                     | 1914                   |                 | Meulunterseweg 30                    | 52° 6' 14" NB, 5° 38' 11" OL | 0228/GM157 | Boerderijcomplex De Ketel                                     |
| Boerderijcomplex 't Oostereind                                | ca 1800                |                 | Meulunterseweg 39                    | 52° 6' 16" NB, 5° 38' 6" OL  | 0228/GM158 | Boerderijcomplex 't Oostereind                                |
| Hut met schuur                                                | begin 19e eeuw         |                 | Meulunterseweg 76                    | 52° 6' 36" NB, 5° 38' 45" OL | 0228/GM159 | Hut met schuur                                                |
| Hooiberg                                                      | rond 1900              |                 | Meulunterseweg 110                   | 52° 7' 16" NB, 5° 39' 28" OL | 0228/GM171 | Hooiberg                                                      |
| Atelierwoning J.W.S. De Groot                                 | 1920                   | Hoogendijk      | Mielweg 48                           | 52° 5' 30" NB, 5° 37' 31" OL | 0228/NM002 | Atelierwoning J.W.S. De Groot                                 |
| Boerderijcomplex Oud Schothorst                               | 18e eeuw 1938 verbouwd |                 | Nederwoudseweg 5                     | 52° 6' 37" NB, 5° 34' 17" OL | 0228/GM160 | Boerderijcomplex Oud Schothorst                               |
| Schaapskooi                                                   | 1850-1900              |                 | Postweg 106                          | 52° 5' 14" NB, 5° 35' 41" OL | 0228/GM161 | Schaapskooi                                                   |
| Boerderijcomplex                                              | 1855                   |                 | Renswoudsestraatweg 26               | 52° 6' 47" NB, 5° 33' 12" OL | 0228/GM162 | Boerderijcomplex                                              |
| Wevershuisje                                                  | 18e eeuw               |                 | Roskammersteeg 22                    | 52° 4' 58" NB, 5° 37' 11" OL | 0228/GM163 | Wevershuisje                                                  |
| Winkelwoonhuis                                                | 1905-1910              |                 | Spoorstraat 5 / Stationsstraat 47-49 | 52° 5' 6" NB, 5° 37' 25" OL  | 0228/GM165 | Winkelwoonhuis                                                |
| Landhuis "De Boomakker"                                       | 1919-1920              | Jan de Meijer   | van den Hamlaan 8a                   | 52° 5' 1" NB, 5° 37' 47" OL  | 0228/GM146 | Landhuis "De Boomakker"                                       |
| gebouw voor de gezondheidszorg: Groene Kruisgebouw met woning | 1958                   |                 | Wilbrinkstraat 3-5                   | 52° 5' 9" NB, 5° 37' 16" OL  | 0228/GM191 | gebouw voor de gezondheidszorg: Groene Kruisgebouw met woning |
| woonhuis: landhuis (De Leperkoen)                             |                        |                 | Vijfsprongweg 21                     | 52° 6' 9" NB, 5° 39' 14" OL  | 0228/GM220 | Upload foto                                                   |